# 오픈 놀리지
오픈 놀리지(open knowledge) 또는 자유지식(free knowledge)은 법적, 사회적, 기술적 제한 없이 자유롭게 사용, 재사용, 재배포할 수 있는 지식이다. 열린지식단체와 활동가들은 열린 방식으로 지식을 생산하고 유통하는 것과 관련된 원칙과 방법론을 제안해왔다.
이 개념은 오픈 소스와 관련이 있으며 첫 번째 버전에서 "공개 지식 정의"라는 제목을 붙인 오픈 정의는 오픈 소스 정의에서 파생되었다.